# Sphaerolaimus hirsutus
Sphaerolaimus hirsutus är en rundmaskart som beskrevs av Bastian 1865. Sphaerolaimus hirsutus ingår i släktet Sphaerolaimus och familjen Sphaerolaimidae. Arten är reproducerande i Sverige. Inga underarter finns listade i Catalogue of Life.